# 射場美波
射場美波（5月26日—），日本女性配音員。出身於兵庫縣。81 Produce所屬。O型血。

## 來歷
大阪電台聲優&廣播學校（2015年10月開校）第1期畢業。並從試鏡會中合格之後前往東京。
大學專修教育系。2019年4月1日從81Actor's Studio加入81 Produce。

## 人物
擅長方言有關西方言、神戶方言。興趣、特長：木乃伊、埃及、時裝、唱歌、插圖、設計、服裝協調。
喜歡唱歌、繪畫、品嘗、欣賞可愛的洋服（或試穿）。喜歡的事物有木乃伊、埃及、洋服。

## 演出作品

### 電視動畫
2020年
- 22/7（河野薰）
- ARGONAVIS from BanG Dream! ANIMATION（觀客、民眾）
- 輝夜姬想讓人告白？～天才們的戀愛頭腦戰～（女學生）
- 女學。 ～聖女斯克威爾學院～（iMomoka）

### 網路動畫
2018年
- 青春不想留白的高中生活（日语：中卒労働者から始める高校生活）（齊藤雛菊[9]）

### 廣播節目
- 香小射場！（日语：ここいば!）（2017年4月－現在，大阪電台、超！A&G+）

### 廣播劇CD
2019年
- THE IDOLM@STER MILLION THE@TER WAVE 02 Chrono-Lexica（日语：THE IDOLM@STER MILLION THE@TER WAVE#02 Chrono-Lexica）（店內廣播、客人2）

### 其它
- 聲優Jr籃球3×3（SJ3.LEAGUE）（2018年8月－，[10]）

## 外部連結
- 91 Produce公式官網的聲優簡介 （页面存档备份，存于） （日語）
- 射場美波的X（前Twitter） （日語）
- 射場美波的Instagram帳戶 （日語）